# تصنيع الموافقة
تصنيع موافقة: الاقتصاد السياسي لوسائل الإعلام هو كتاب صدر عام 1988 لكاتب إدوارد هيرمان ونعوم تشومسكي، يقترح فيه المؤلفان أن وسائل الإعلام الجماهيرية في الولايات المتحدة «هي مؤسسات أيديولوجية فعالة وقوية تنفذ داعمة للنظام وظيفة الدعاية، بالاعتماد على قوى السوق، والافتراضات الداخلية، والرقابة الذاتية، وبدون الإكراه العلني»، عن طريق نموذج الدعاية للاتصال. يُستمد العنوان من عبارة «تصنيع الموافقة»، المستخدمة في كتاب الرأي العام (1922)، من تأليف والتر ليبمان (1889-1974).
تم تنقيح الكتاب بعد 20 سنة من نشره الأول لمراعاة التطورات مثل سقوط الاتحاد السوفيتي. كان هناك نقاش حول كيف غيرت الإنترنت وصول الجمهور إلى المعلومات منذ عام 1988.

## أصول الكتاب
يعزو تشومسكي أصل الكتاب إلى الزخم الذي قدمه أليكس كاري، عالم النفس الاجتماعي الأسترالي، والذي كرّس له هو والمؤلف المشارك إ. س. هيرمان الكتاب.

## نموذج الدعاية للاتصال

### خمسة مرشحات للتحيز التحريري
يصف نموذج الدعاية لتصنيع الموافقة العامة خمسة مرشحات مشوهة تحريريا، والتي يتم تطبيقها على الإبلاغ عن الأخبار في وسائل الاتصال الجماهيرية:
1. الحجم، والملكية، وتوجيه الأرباح: إن وسائل الإعلام الجماهيرية المهيمنة هي عمليات كبيرة قائمة على الربح، وبالتالي يجب عليها أن تلبي المصالح المالية لأصحابها مثل الشركات والمستثمرين المسيطرين. إن حجم شركة الإعلام هو نتيجة لرأس المال الاستثماري المطلوب لتكنولوجيا الاتصالات الجماهيرية المطلوبة للوصول إلى جمهور كبير من المشاهدين والمستمعين والقراء.
2. ترخيص الإعلان لممارسة الأعمال: نظرًا لأن غالبية إيرادات منافذ الوسائط الرئيسية مستمدة من الإعلانات (وليس من المبيعات أو الاشتراكات)، فقد حصل المعلنون على «سلطة ترخيص فعلية».[4] لا تكون وسائل الإعلام قابلة للتطبيق من الناحية التجارية دون دعم المعلنين. لذلك يجب على وسائل الإعلام الإخبارية أن تتعامل مع التحيزات السياسية والرغبات الاقتصادية لمعلنيها. وقد أدى ذلك إلى إضعاف صحافة الطبقة العاملة، على سبيل المثال، كما أنه يساعد في تفسير الاستنزاف في عدد الصحف.
3. البحث عن مصادر أخبار وسائل الإعلام: يجادل هيرمان وتشومسكي بأن «البيروقراطيات الكبيرة للأقوياء تدعم وسائل الإعلام الجماهيرية، وتحصل على وصول خاص [للأخبار]، من خلال مساهمتهم في تقليل تكاليف الحصول على وسائل الإعلام [...] والإنتاج، أخبار. الكيانات الكبيرة التي تقدم هذه الإعانة تصبح مصادر أخبار «روتينية» وتتمتع بميزة الوصول إلى البوابات. يجب أن تكافح المصادر غير الروتينية من أجل الوصول، وقد يتم تجاهلها من خلال القرار التعسفي لحراس البوابة». يتفاقم التشوه التحريري بسبب اعتماد وسائل الإعلام على مصادر الأخبار الخاصة والحكومية. إذا تعرضت صحيفة أو محطة تليفزيونية أو مجلة، وما إلى ذلك، إلى استياء من المصادر، فإنها تُستبعد بمهارة من الوصول إلى المعلومات. وبالتالي، يفقد القراء أو المشاهدين، وفي النهاية المعلنين. لتقليل هذا الخطر المالي، تشوه شركات وسائط الإعلام تقاريرها التحريرية لصالح سياسات الحكومة والشركات من أجل البقاء في العمل.[5]
4. فلاك والمنفذين: يشير «فلاك» إلى الردود السلبية على بيان أو برنامج إعلامي (مثل الرسائل أو الشكاوى أو الدعاوى القضائية أو الإجراءات التشريعية). يمكن أن تكون فلاك باهظة الثمن لوسائل الإعلام، إما بسبب فقدان إيرادات الإعلانات، أو بسبب تكاليف الدفاع القانوني أو الدفاع عن الصورة العامة لمنفذ الوسائط. يمكن تنظيم فلاك بواسطة مجموعات نفوذ خاصة قوية (مثل مراكز الفكر والرأي). يمكن أن تكون احتمالية استنباط الشائعات رادعا للإبلاغ عن أنواع معينة من الحقائق أو الآراء.[5]
5. معاداة الشيوعية: تم إدراج ذلك كمرشح في النسخة الأصلية لعام 1988 من الكتاب، لكن تشومسكي يجادل بأنه منذ نهاية الحرب الباردة (1945-1991) تم استبدال معاداة الشيوعية بـ«الحرب على الإرهاب» باعتبارها السيطرة الاجتماعية الرئيسية آلية.[6]

## تأليف
وفقا لتشومسكي، «معظم الكتاب» كان عمل هيرمان. يصف هيرمان التقسيم الصعب للعمل في إعداد الكتاب حيث كان مسؤولاً عن المقدمة والفصول 1-4 بينما كان تشومسكي مسؤولاً عن الفصول 5-7. وفقا لهيرمان، كان نموذج الدعاية الموصوف في الكتاب في الأصل فكرته، وتتبعه إلى كتابه لعام 1981 «مراقبة الشركات، قوة الشركات». تمت مناقشة العناصر الرئيسية لنموذج الدعاية (على الرغم من أنه لم يتم استدعاؤه في ذلك الوقت) بإيجاز في المجلد الأول من الفصل الثاني من كتاب هيرمان وتشومكسي لعام 1979 « الاقتصاد السياسي لحقوق الإنسان»، حيث جادلوا، «لا سيما حيث تنطوي القضايا على اقتصاد أمريكي كبير والمصالح السياسية والعلاقات مع الدول الصديقة أو العدائية، عادة ما تعمل وسائل الإعلام على نحو كبير في أسلوب وكالات الدعاية الحكومية».

## مزيد من التطورات
- في عام 1993، عرض الفيلم الوثائقي «تصنيع الموافقة: نعوم تشومسكي والإعلام» (1992)، من إخراج مارك أشبر وبيتر وينتونيك، استنادًا جزئيًا إلى الكتاب، نموذج الدعاية وحججه، وسيرة حياة تشومسكي.
- في عام 2006، حاكمت الحكومة التركية فاتح تاس، صاحب دار تحرير آرام، واثنين من المحررين والمترجم للنسخة المنقحة (2001) لموافقة التصنيع على «إثارة الكراهية بين الجمهور» (وفقًا للمادة 216 من قانون العقوبات التركي) ولـ«تشويه الهوية الوطنية» لتركيا (وفقًا للمادة 301)، لأن مقدمة هذه الطبعة تتناول تقرير وسائل الإعلام التركية عن القمع الحكومي للشعب الكردي في التسعينيات؛ لقد تمت تبرئتهم.[11]
- في عام 2007، خلال 20 عامًا من الدعاية؟: المناقشات والأدلة الحرجة حول الصلة المستمرة لمؤتمر هيرمان وتشومسكي لنموذج الدعاية (15-17 مايو 2007) في جامعة وندسور وأونتاريو وهيرمان وتشومسكي لخصت التطورات في نموذج الدعاية بمناسبة الذكرى العشرين لنشر موافقة التصنيع.[12]

## الترجمة العربية
لم يتم ترجمة جميع فصول الكتاب الى اللغة العربية حتى الآن. في عام 2023 قام الصحفي محمد احمد حسن بترجمة المقدمة والفصل الاول من الكتاب وقام بنشره بعنوان (الاعلام وصناعة الموافقة) في موقع Archive، ولكن لم يتم استكمال ترجمة بقية فصول الكتاب.
واوضح المترجم إن الفصل الاول من الكتاب هو اكثر الفصول التي تهم القارئ العربي.

## فيلم مقتبس
بعد أربع سنوات من النشر، تم تكييف «تصنيع الموافقة: الاقتصاد السياسي لوسائل الإعلام» للسينما كموافقة على التصنيع: نعوم تشومسكي والإعلام (1992)، عرض وثائقي لنموذج الدعاية للاتصال، وسياسة أعمال الاتصالات التجارية الجماهيرية، وسيرة تشومسكي.

## وصلات خارجية
- تصنيع الموافقة على موقع الموسوعة البريطانية (الإنجليزية)

- "Synopsis with Herman interview". مؤرشف من الأصل في 2009-06-27.
- نموذج الدعاية بعد 20 عامًا: مقابلة مع إدوارد إس. هيرمان ونعام تشومسكي وستمنستر في التواصل والثقافة 6 (2) ، 2009

لا توجد روابط لمواقع التواصل الاجتماعي.